# Joan Hickson
Joan Hickson (ur. 5 sierpnia 1906 w Kingsthorpe, zm. 17 października 1998) – angielska aktorka komediowa: teatralna, filmowa i telewizyjna. Sławę przyniosła jej rola panny Marple w serialu telewizyjnym BBC: Miss Marple.